# Ciarán
Ciarán je mužské křestní jméno. Pochází ze slova ciar, což znamená černý, přeneseně malý, tmavý jedinec. Jméno je tak podle dvou irských svatých – Svatého Ciarána staršího, patrona Království Munster a Svatý Ciarán z Clonmacnoise, zakladatele kláštera v 6. století.
Další podoby jsou Ceiran, Kieran, Keeran, Kyran, Kiaran, Keiran, Kieren, Kieron, Keiron nebo Kiernan.

## Nositelé jména Kieran
- Kieran Culkin, americký herec
- Kieran Doherty, člen Irské republikánské armády
- Kieran Donaghy, irský fotbalista
- Kieran Foran, australský ragbista
- Kieran Gibbs, anglický fotbalista
- Kieran Goss, irský hudebník
- Kieran Hanrahan, irský hudebník
- Kieran Harte, irský fotbalista
- Kieran Hebden, anglický muzikant
- Kieran Kane, americký country zpěvák
- Kieran Lalor, americký politik
- Kieran Mahon, anglický muzikant
- Kieran McAnespie, skotský fotbalista
- Kieran McGeeney, bývalý irský fotbalista a trenér
- Kieran Noema-Barnett, novozélandský kriketista
- Kieran Nugent, člen Irské republikánské armády
- Kieran O'Brien, britský herec
- Kieran Phelan, Irský politik
- Kieran Prendegast, britský diplomat
- Kieran Prendiville, anglický scenárista, producent a moderátor
- Kieran Read, ragbista
- Kieran Richardson, anglický fotbalista

## Nositelé jména Ciarán
- Ciarán Bourke, irský hudebník a zakladatel kapely The Dubliners
- Ciarán Brennan, irský hudebník
- Ciarán Cannon, irský politik
- Ciarán Carson, irský básník a dramatik
- Ciarán Clark, anglický fotbalista
- Ciarán Creagh, irský scenárista
- Ciarán Cuffe, irský politik
- Ciarán Donnelly, irský fotbalista
- Ciarán Farrell, irský skladatel
- Ciarán Fitzgerald, irský ragbista
- Ciarán Griffiths, britský herec
- Ciarán Gultnieks, počítačový programátor her
- Ciarán Hinds, irský herec
- Ciarán Jeremiah, britský klávesista
- Ciarán Joyce, velšský herec
- Ciarán Lynch, irský politik
- Ciarán Lyng, irský fotbalista
- Ciarán Mac Mathúna, irský hudební expert
- Ciarán Martyn, irský fotbalista
- Ciarán McDonald, irský fotbalista
- Ciarán McFeely, irský hudebník
- Ciarán McMenamin, irský herec
- Ciarán MacUiliam, irský kytarista

## Nositelé jména Keiren
- Keiren Westwood, anglo-irský fotbalista